# Glitnir (mythologie)

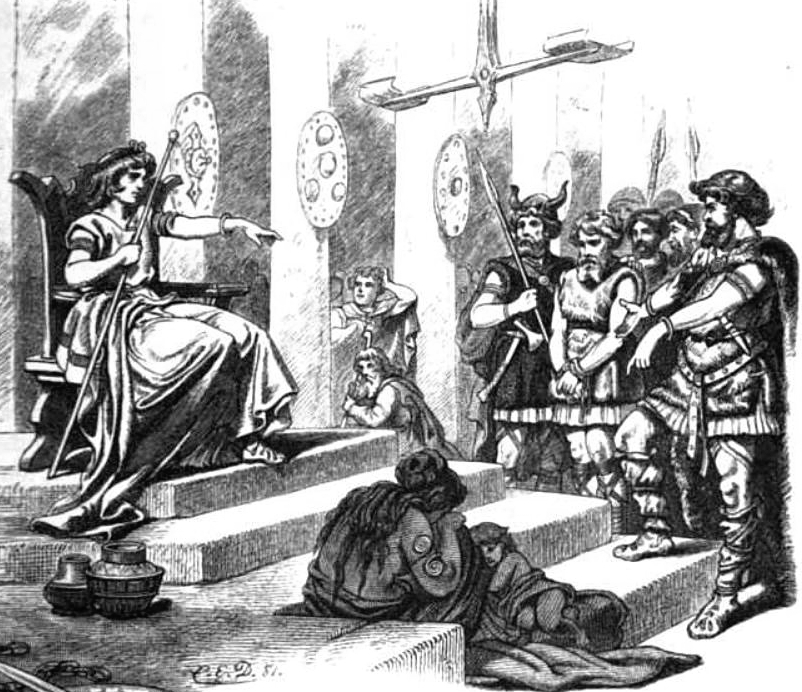
Forseti à Glitnir.

Dans la mythologie nordique, Glitnir (vieux norrois pour radiant, brillant) est le palais où règne Forseti. Il faut également noter que c'était un lieu où demeurait Balder, le père de Forseti dans les mythologies nordiques et germaniques. Il est couvert d'un plafond d'argent soutenu par des colonnes d'or rouge.
Il sert de cour de justice pour les dieux comme pour les hommes où tous les conflits légaux sont réglés. Glitnir symbolise l'importance de la discussion plutôt que de la violence comme moyen de résolution des conflits dans la tradition nordique.

## Glitnir dans les écrits
Glinir est évoqué dans l’Edda poétique, plus précisément dans le Gylfaginning et dans les Grímnismál.
Voici ce qui est écrit du palais de Glitnir dans les Grímnismál :
« Glitnir est la dixième, aux piliers d’or;

Et au toit couvert d'argent;

La plupart du temps c'est là que Forseti réside,

et met fin à tous les conflits.»
— Grímnismál (Les dits de Grímnir)
Dans le Gylfaginning, Snorri Sturluson répète de nouveau cette information.